# Leioproctus friesei
Leioproctus friesei är en biart som först beskrevs av Jörgensen 1912.  Leioproctus friesei ingår i släktet Leioproctus och familjen korttungebin. Inga underarter finns listade i Catalogue of Life.